# Kvissleby
Kvissleby – miejscowość (tätort) w Szwecji, w regionie administracyjnym (län) Västernorrland, w gminie Sundsvall.
Według danych Szwedzkiego Urzędu Statystycznego liczba ludności wyniosła: 8785 (31 grudnia 2015), 5119 (31 grudnia 2018) i 5133 (31 grudnia 2019).